# Ion Luca Caragiale
Ion Luca Caragiale (1 de fevereiro de 1852 — 9 de junho de 1912) foi um dramaturgo e contista romeno.
Caragiale começou sua carreira como escritor publicando a uma série de poemas na revista "Ghimpele". Tornou-se um dos líderes do movimento literário mais importante de seu tempo, Junimea, o qual lançou importantes nomes da literatura romena como Ion Creangă e Mihai Eminescu. Suas peças são caracterizadas pela construção clássica e observação perspicaz das realidades sociais do tempo, sempre misturada um senso sutil de ironia.

## Seleção de obras
- D-l Goe
- O noapte furtunoasă
- O scrisoare pierdută
- Conu Leonida faţă cu reacţiunea
- Năpasta
- D-ale carnavalului